# Google Cardboard
Google Cardboard è stata una piattaforma di realtà virtuale (VR) sviluppata da Google per l'uso con un supporto per indossare uno stereoscopio in realtà virtuale per smartphone. Prende il nome dal suo visore di cartone pieghevole, la piattaforma è stata concepita come un sistema a basso costo per incoraggiare interesse e sviluppo nelle applicazioni VR. Gli possono creare il proprio visore da componenti semplici e a basso costo utilizzando le specifiche pubblicate da Google oppure acquistarne uno prefabbricato. Per utilizzare la piattaforma, gli utenti eseguivano applicazioni compatibili con Cardboard sul proprio telefono, posizionavano il telefono sul retro del visore e visualizzavano il contenuto tramite le lenti.

## Storia
La piattaforma è stata creata da David Coz e Damien Henry, ingegneri di Google presso il Google Cultural Institute a Parigi, come parte dell'iniziativa "20 per cento del tempo" dell'azienda con l'obiettivo di dare alla luce un modello più a basso costo per lo sviluppo della realtà virtuale.
È stato introdotto alla conferenza degli sviluppatori Google I/O 2014, durante la quale è stato distribuito un visore Cardboard a tutti i partecipanti. Il software development kit (SDK) della Cardboard è disponibile per i sistemi operativi Android e iOS; il "VR View" del SDK consente agli sviluppatori di incorporare contenuti VR sul Web e nelle loro app per la telefonia mobile.
Fino a novembre 2019 sono stati spediti oltre 15 milioni di visori Cardboard e sono stati effettuati oltre 160 milioni di download della app Cardboard. Dopo il successo della piattaforma Cardboard, Google ha annunciato una piattaforma VR potenziata, Daydream, al Google I/O 2016. Tuttavia, conseguentemente alla perdita dell'attrattivià di Cardboard, nel novembre 2019 Google annuncia la decisione di rendere Open Source la piattaforma SDK dedicata a Cardboard. Da novembre 2021 non è più possibile acquistare i visori Cardboard dal Google Store, ma alcune aziende terze continuano la vendita dei loro Cardboard compatibili.

## Montaggio e modo di operare del visore
I visori Google Cardboard sono costruiti con componenti semplici e a basso costo. Le specifiche dei visori sono state progettate da Google, che ha reso l'elenco di parti, schemi e istruzioni di assemblaggio liberamente disponibili sul loro sito Web, consentendo alle persone di assemblare le Cardboard per conto proprio da parti facilmente disponibili. I visori prefabbricati erano disponibili solo da fornitori di terze parti fino a febbraio 2016, quando Google ha iniziato a vendere i loro visori attraverso il Google Store.
Le parti che compongono un visore Cardboard sono un pezzo di cartoncino tagliato in una forma precisa, lenti con lunghezza focale di 45 mm, una calamita o nastro capacitivo, un sistema di chiusura a strappo in tessuto (ad esempio il Velcro), un elastico e un tag Near Field Communication (NFC) opzionale. Google fornisce consigli aggiuntivi per la produzione su larga scala e kit preassemblati basati su questi piani sono disponibili da più fornitori, che hanno anche creato una serie di varianti di Cardboard.
Una volta assemblato il kit, uno smartphone viene inserito nella parte posteriore del dispositivo e tenuto in posizione dal dispositivo di fissaggio scelto. Un'app compatibile con Google Cardboard divide l'immagine dello smartphone in due, una per ciascun occhio e applica una distorsione a barile a ciascuna immagine per contrastare la distorsione a cuscino delle lenti. Il risultato è un'immagine stereoscopica ("3D") con un ampio campo visivo.
La prima versione della Cardboard poteva contenere telefoni con schermi fino a 5,7 pollici (140 mm), e utilizzava i magneti come pulsanti di input, che richiedevano un sensore bussola nel telefono. Un design aggiornato rilasciato a Google I/O 2015 funziona con i telefoni fino a 6 pollici (150 mm) e sostituisce l'interruttore magnetico con una leva conduttiva che attiva un evento a tocco sullo schermo del telefono per una migliore compatibilità verso i dispositivi.

## Software
Google fornisce quattro software development kit per lo sviluppo di applicazioni Cardboard: uno per il sistema operativo Android che utilizza Java, uno per il motore di gioco Unity che usa il linguaggio C#, uno per Unreal Engine che usa il linguaggio C++ e uno per il sistema operativo iOS.

## Accoglienza
Il 27 gennaio 2016, Google ha annunciato che nei primi 19 mesi della piattaforma sono stati spediti oltre 5 milioni di visori Cardboard, sono state pubblicate oltre 1.000 applicazioni compatibili e sono state realizzate oltre 25 milioni di installazioni di applicazioni. Secondo l'azienda, gli utenti hanno visualizzato oltre 350.000 ore di video di YouTube in VR durante quel periodo e 500.000 studenti hanno intrapreso un viaggio sul campo della realtà virtuale attraverso il programma Expeditions.
Fino a febbraio 2017 sono stati spediti oltre 10 milioni di visori Cardboard e sono stati effettuati oltre 160 milioni di download della app Cardboard. Dopo il successo della piattaforma Cardboard, Google ha annunciato una piattaforma VR potenziata, Daydream, al Google I/O 2016.

## Successore
Il successo di Cardboard ha convinto Google a sviluppare hardware di realtà virtuale più avanzati e a nominare un nuovo dirigente della realtà virtuale. Google ha annunciato una piattaforma VR potenziata denominata Daydream al Google I/O il 18 maggio 2016.